# Zwartberg

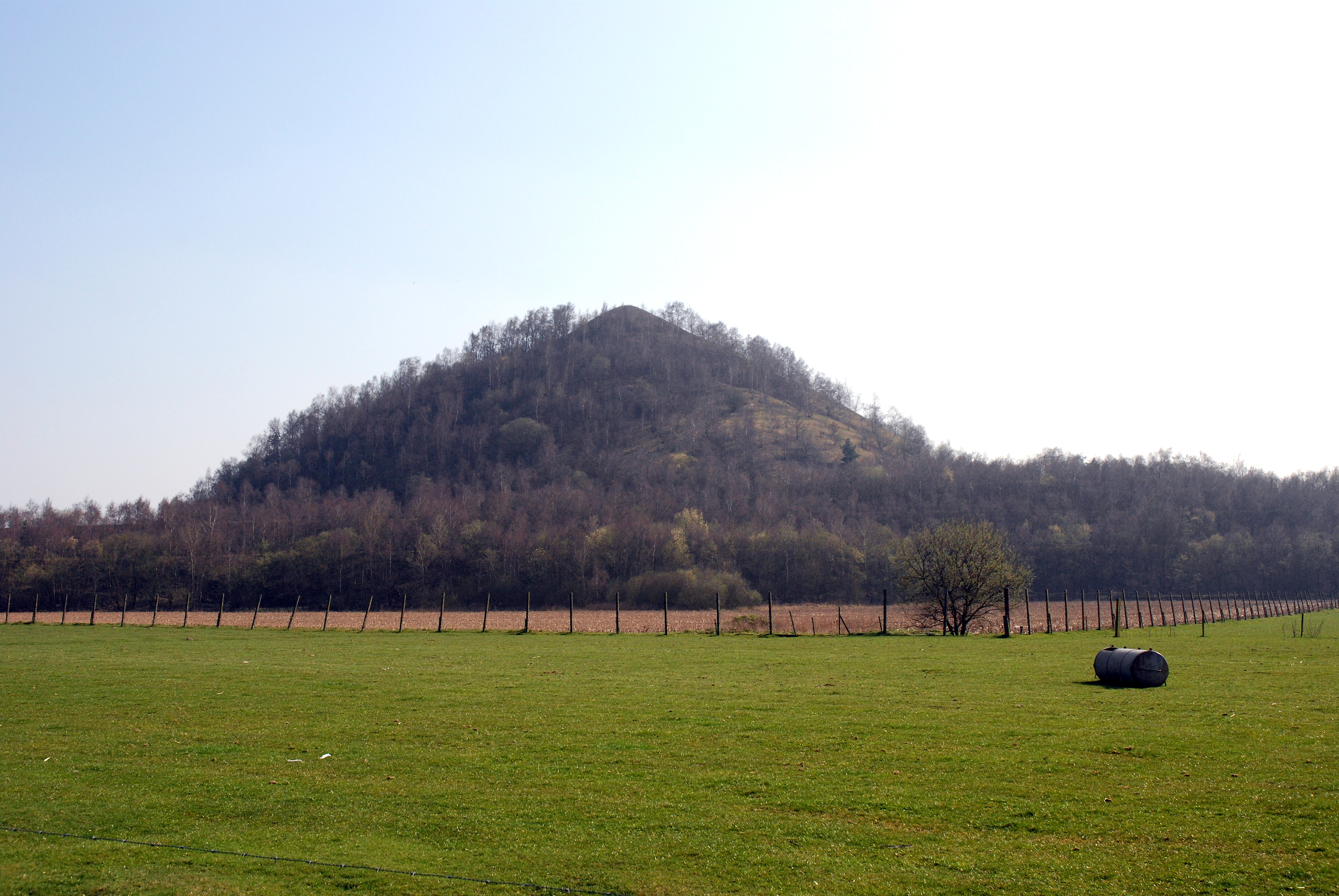
Mijnterril

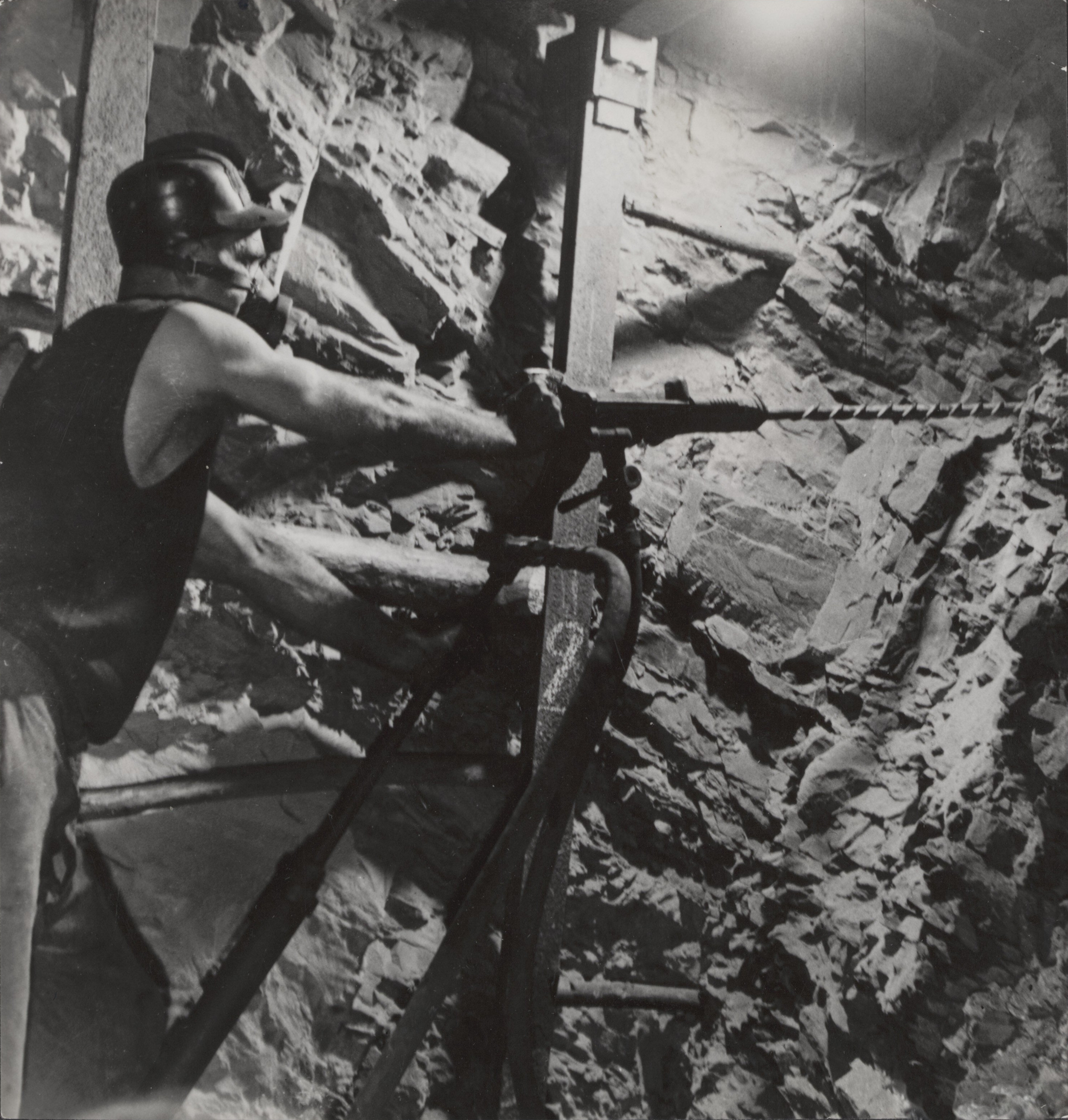
Mijnwerker aan het werk (1945)

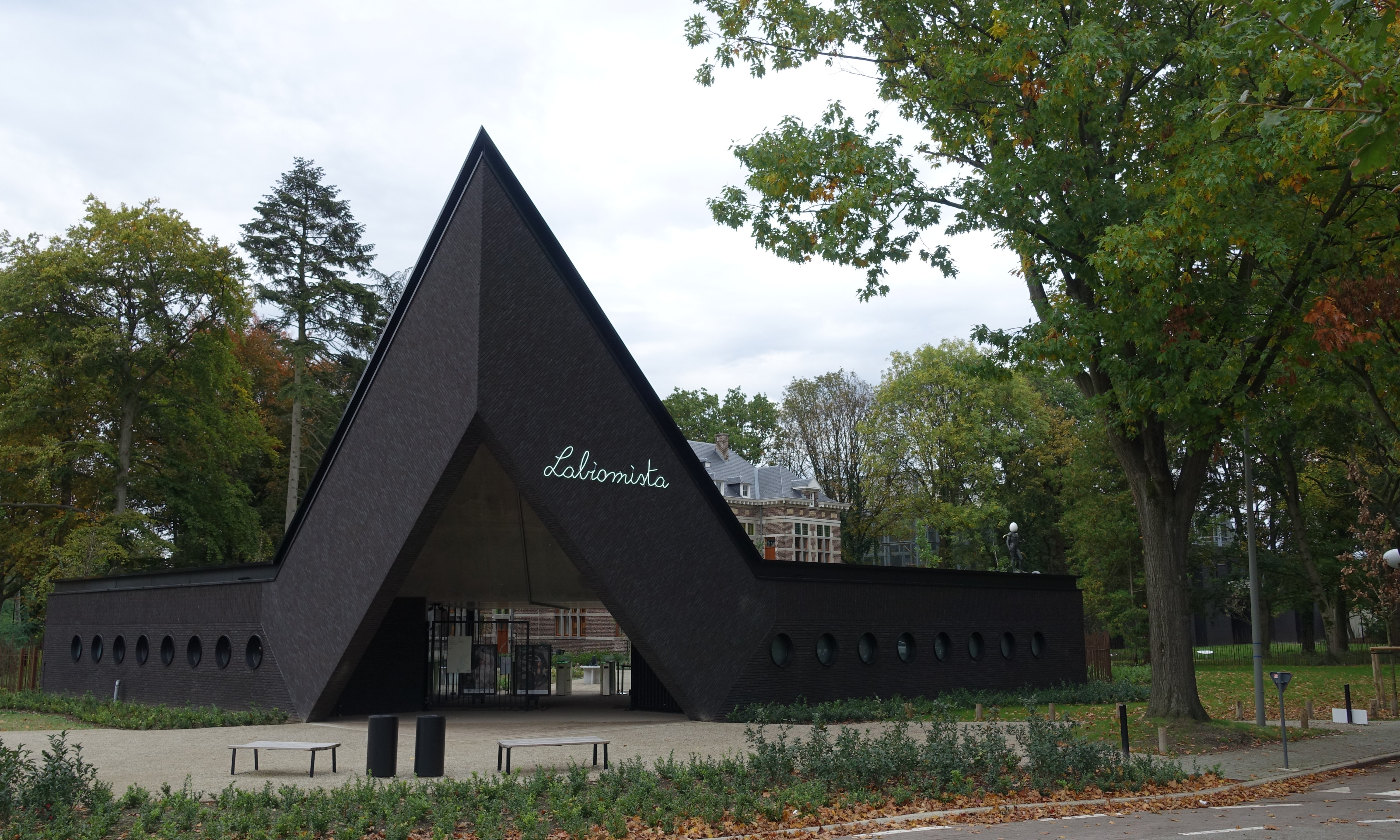
Ingang van Labiomista

Zwartberg is een wijk van de gemeente Genk in de Belgische provincie Limburg. De plaats is vernoemd naar het reeds bestaand toponiem Zwarte Berg,.  Het uitzicht van Zwartberg is sterk bepaald door de verdwenen Steenkoolmijn van Zwartberg. Zwartberg werd een parochie op 3 december 1926.

## Steenkoolmijn
De Steenkoolmijn van Zwartberg heette voluit 'Société Anonyme Charbonnages des Liégeois en Campine' en werd vanaf 1910 opgestart met Luiks kapitaal. De exploitatie begon in 1925. De mijn werd in 1966 gesloten wat gepaard ging met rellen waarbij enkele doden vielen. Na de mijnsluiting werden bijna alle gebouwen en installaties gesloopt. De terril, het kantoorgebouw en enkele kleinere gebouwen zijn over gebleven. Het mijnterrein werd omgevormd tot de Industriezone Genk-Noord.

## Bezienswaardigheden
- De Sint-Albertuskerk, een mijnkathedraal uit 1939
- LABIOMISTA, atelier en kunstcentrum met Cosmopolitan Culture Park van kunstenaar Koen Vanmechelen in de vroegere villa en het park van de directeur van de steenkoolmijn van Zwartberg, het terrein van de voormalige Zoo van Zwartberg
- In 1957 werd, ten oosten van Zwartberg, een klein vliegveld aangelegd, vooral in gebruik bij de sportvliegerij

## Natuur en landschap
Van de koolmijn van Zwartberg is er nog een terril, die op het grondgebied van Oudsbergen ligt. Ook het nabijgelegen Domein Luciebos ligt in een andere gemeente, en wel Houthalen-Helchteren. De nabijgelegen natuurgebieden Opglabbekerzavel en Klaverberg, met de terrils van de steenkoolmijn van Waterschei, ligt op de grens van de gemeenten Genk, As en Oudsbergen.

## Rellen
Op maandag 31 januari 1966 ging een groep mijnwerkers van de steenkoolmijn van Zwartberg naar de steenkoolmijn van Waterschei om hun collega's op te roepen mee te staken tegen de naderende sluiting van de steenkoolmijn van Zwartberg. Aan de ingang van de mijn van Waterschei werden ze opgewacht door een kleine groep rijkswachters. Deze groep werd al snel ingesloten door de stakers. Toen er een vrachtwagen met hout passeerde, dwongen de stakers de chauffeur om zijn lading achter te laten. Toen de mijnwerkers met hout en andere objecten naar de rijkswachters begonnen te gooien, commandeerde de bevelvoerende officier om in de lucht te vuren tijdens een eerste tegenaanval. Toen de mijnwerkers een tweede keer de rijkswachters bedreigden, openden de rijkswachters het vuur op de stakers, hierbij doodden ze Jan Latos en vielen tientallen gewonden. Theo Van Hecke werd levensgevaarlijk verwond en was blijvend verlamd. Later op de dag stierf Valère Sclep, nadat hij op het hoofd was geraakt door een traangasgranaat.
Het nieuws over deze tragedie ging de wereld rond en de regering besloot de rijkswachters terug te trekken en de ordehandhaving over te geven aan de para's. De rellen duurden tot het management en de vakbonden op 3 februari tot een akkoord kwamen.

### Gevolg

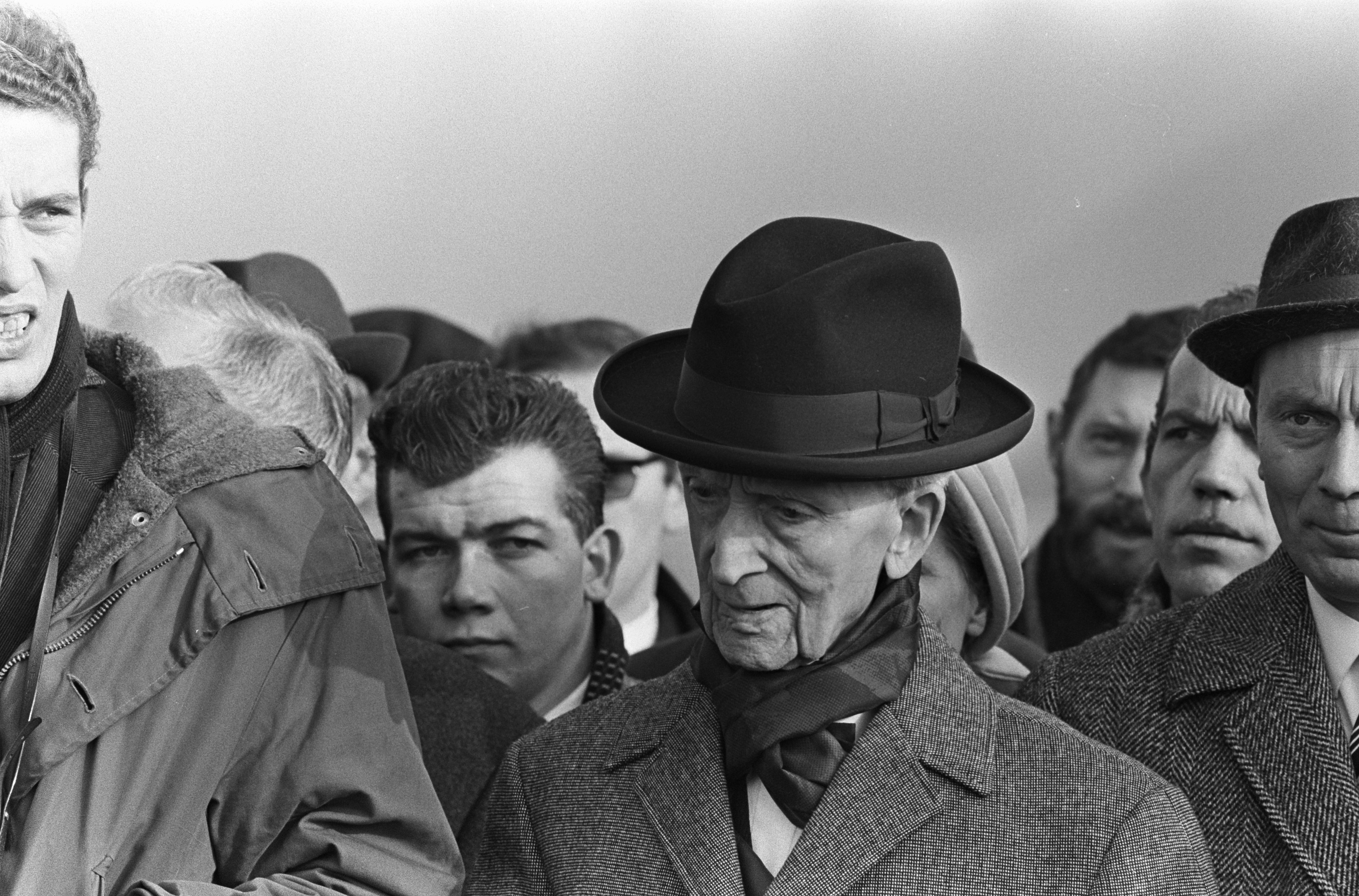
Camille Huysmans bij de begrafenis van Jan Latos

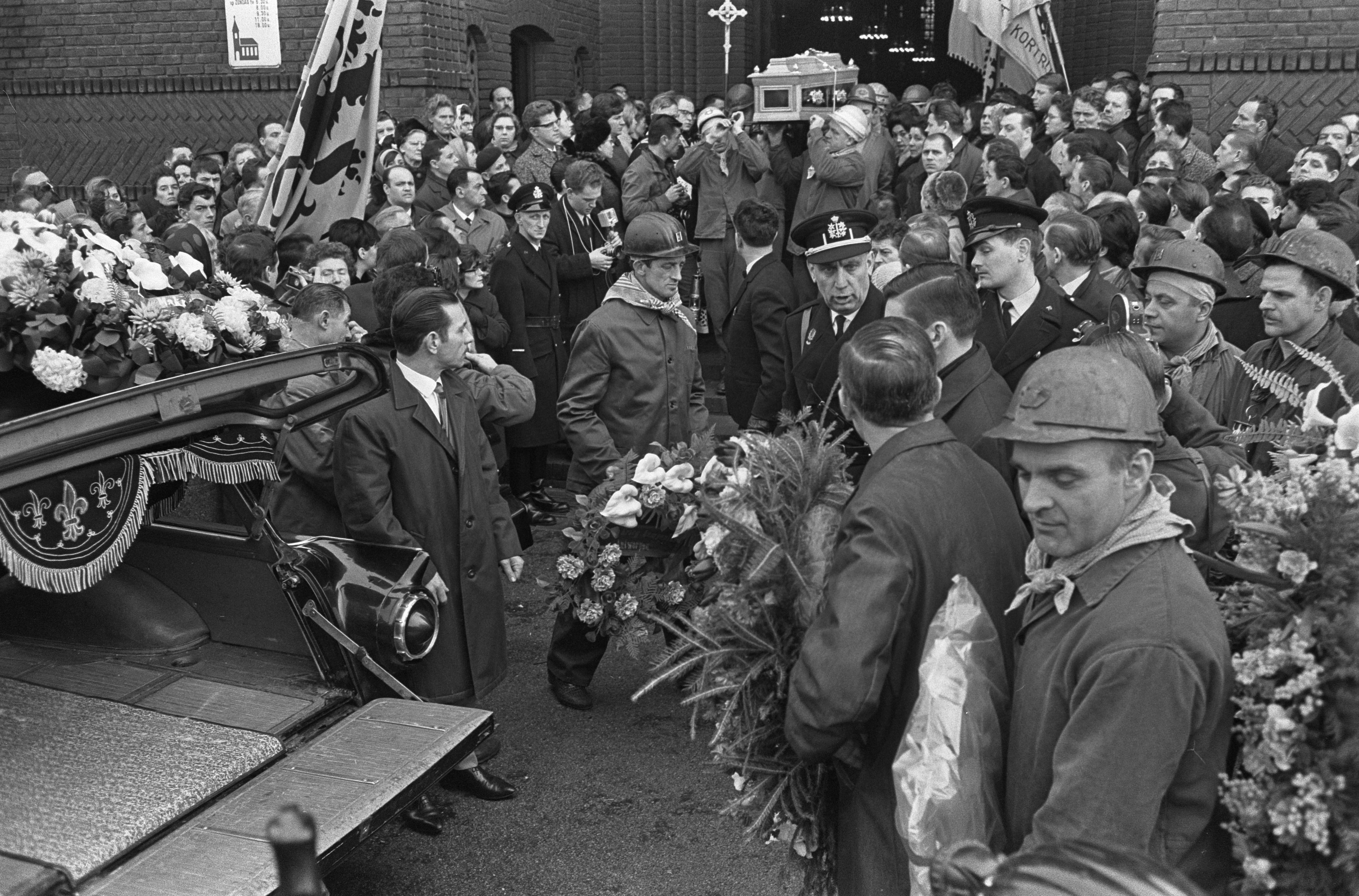
Begrafenis van omgekomen mijnwerker 1966

- Jan Latos, vader van drie, werd gedood vanop korte afstand en door meerdere kogels in de rug. De familie spande een rechtszaak aan waarbij het vonnis in hun nadeel werd beslecht.[2]
- De wet-Zwartberg werd op 14 juli 1966 goedgekeurd en kon hierdoor pas mensen ontslaan en mijnen sluiten als er arbeidsplaatsen in de regio voorzien werden.
- De koepel van Kempische Steenkoolmijnen (KS) werd in 1967 opgericht.
- De rellen van Zwartberg werden in de latere Belgische politiek nog af en toe ter sprake gebracht bij communautaire debatten en de 5de staatshervorming.[3]
- De BRT mocht de Panorama-documentaire 'Mijnalarm' over de sluiting niet uitzenden zonder censuur en toevoeging van een regeringsboodschap.[4]

## Nabijgelegen kernen
Waterschei, Opglabbeek, As, Meeuwen